# Új Század (folyóirat, 1934–1935)
Új Század Temesváron 1934–1935-ben kiadott irodalmi és művészeti folyóirat. Megjelenéséről a temesvári Szelektor 1934. szeptemberi számában adott hírt, utolsó száma 1935. június 30-án hagyta el a nyomdát. Szerkesztője ifjabb Kubán Endre volt, a lap igazgatójaként az impresszumban Herczka [Dimény] István neve szerepel; neki írásai is jelentek meg a lapban, amely – 1935. április 30-i számának módosított fejléce szerint – „irodalommal, kultúrával, kozmetikával és divattal foglalkozó hetilap”. Törzsmunkatársai között szerepelt Grosz Sándor és Szimonisz Henrik, grafikusként Sajó Sándor és Szőnyi István. Verseket, rövid prózát, cikket Aszódi János, Berényi Lajos, Erdélyi Ágnes, Károly Sándor, Meister László, Schlosser Ella, Schlosser Jenő, Szobotka Endre, Telekes Erzsébet, Vándor Lajos közölt, de találunk írást Áts Józseftől, Berda Józseftől, Gyenes Rózától, Juszt Gézától, Medveczky Bellától, Nádas Sándortól, Somlyó Zoltántól is.